# Дачный (Липецк)
Да́чный — посёлок, вошедший в 1957 году в состав вновь образованного рабочего посёлка Новая Жизнь (совместно со станционным посёлком Казинка), подчиненного Липецкому горсовету.

## География
Расположен западнее Грязинского шоссе за посёлком Казинка.

## История
Образован в 1950 году на территории Грязинского района. До строительства посёлка на его месте было колхозное поле. Застраивался рабочими промышленных предприятий Липецка и поселка станции Казинка. В 1957 году Дачный и станционный посёлок Казинка были объединены с населённым пунктом Новая Жизнь, преобразованным в рабочий посёлок. В 1955—1958 годах в Дачном построены десятки домов и общественных зданий, открыт магазин, в 1959 — больница на два корпуса. В 1961 в посёлке было 8 улиц, работали детский сад и детские ясли, тогда посёлок Дачный относится к Казинскому поссовету Грязинского района. В 1965 году Казинка с поссоветом передана в ведение Липецкого горсовета. На 1968 год в списке населённых пунктов не значится В 1970-е годы в посёлке работали школа-интернат, санаторно-лесная школа, ателье. В 1976 в состав Казинки включён также посёлок Новая Жизнь, ранее относившийся к Грязинскому району. В 1988 году по новому генплану до 2010 года первой зоной в Липецке под индивидуальную застройку с участками площадью в 4—6 соток стал посёлок Дачный

## Инфраструктура
Военная часть.
10 мая 2007 года в Дачном освятили камень в основание храма Пресвятой Троицы. В Дачном Построены и функционируют церковь Святой Троицы, часовня и воскресная школа. Рядом оборудована детская площадка..

## Транспорт
До 1990-х годов сам Дачный считался секретным (из-за расположения в нём военной части). Доступ в посёлок был свободным, а на территорию части только по пропускам через проходную.
Ныне в Дачный может попасть любой человек (действуют автобусный маршрут № 343, в летний сезон ходят автобусные маршруты 41 и 60). Доступ свободный до второй проходной.